# Eurobradysia argenteomaculata
Eurobradysia argenteomaculata är en tvåvingeart som först beskrevs av Frey 1942.  Eurobradysia argenteomaculata ingår i släktet Eurobradysia och familjen sorgmyggor. Inga underarter finns listade i Catalogue of Life.